# 판탈라사해

판게아를 둘러싸는 푸른 대양이 판탈라사이다.

판탈라사(Panthalassa - 海, "모든"을 뜻하는 그리스어 πᾶν와 "바다"를 뜻하는 θάλασσα)는 고생대와 중생대에 존재했던 초대양으로, 당시 존재했던 초대륙 판게아를 둘러싸는 형태였다. 약 2억 5천만년 전의 고생대와 중생대 전환 시기에는 지구 표면의 약 70%를 차지하였다. 판탈라사의 대양저는 현재 남아있지 않은데, 이는 해저 대륙 주변부의 끊임없는 지각 섭입 때문이다. 중생대부터 분열하기 시작하여 현재의 태평양이 되었다.

## 형성
8억 7천만년에서 8억 4천 5백만년 전 초대륙 로디니아가 초대륙의 가장자리의 mantle slab avalanches로 인해 발생한 슈퍼플룸(superplume)의 결과로 분열하기 시작했다. 약 7억 5천만 년 전 두 번째 현상 발생으로 로디니아 서부가 갈라지기 시작하여, 칼라하리 서부와 중국 남부가 로렌시아 서부 가장자리에서 떨어져 나갔으며, 7억 2천만년 전에는 호주 대륙과 동부 남극 대륙 또한 분리되었다. 쥐라기 초기 패럴론 판, 피닉스 판, 이자나기 판이 만나는 삼중 접합 지점에서 태평양판이 형성되었다. 판탈라사는 태평양 서부에 보존된 자기적 선구조와 파쇄역을 기반으로 하여 재구축될 수 있다.
이 균열에 앞서 일어난 로렌시아 서부(북아메리카)에서 구조에피소드(tectonic episode)는 불완전한 열개를 생성했는데, 이들은 로렌시아 서부의 거대한 퇴적분지의 온상이 되었다. 로디니아 초대륙을 둘러싸고 있던 대양인 미로비아는 판-아프리카 대양과 판탈라사가 확장하기 시작하며 줄어들기 시작했다.
6억 5천만년~5억 5천만년 전 사이, 판노티아 초대륙이 형성되기 시작했다. 판노티아 초대륙은 마치 알파벳 "V"를 닮은 모양이었는데, "V"의 내부는 판탈라사였으며 외부는 판-아프리카 대양과 미로비아 대양의 남은 부분이었다.

## 해저분지의 재구축
판탈라사의 대양저를 구성했던 해양판 대부분은 섭입되었기 때문에, 지자기이상에 기반한 전통적인 판구조론 재구성은 백악기와 그 이후 시대의 잔해에만 적용할 수 있다. 그러나 판탈라사의 이전 가장자리 부분은 트라이아스기-쥐라기의 판탈라사 내부 화산호가 보존되어 있는 이지성 지층(allochthonous terranes)을 가지고 있는데, 이는 콜리마-오몰론 초지층(동북아시아), 아나디르-코략 지층(동아시아), 오쿠-니캇푸 지층(일본), 랭겔리아 지층과 스티키니아 지층(북서아메리카)를 포함한다. 또한, 맨틀 속으로 섭입된 판을 식별하기 위해 단층 촬영법을 사용하는데, 이 맨틀에서 이전 판탈라사의 섭입대를 찾아볼 수 있다. 텔키니아라고 불리는 섭입대의 연속된 부분은 두 개의 분리된 해양 혹은 해양판 체계를 규정한다. 이 두 해양은 폰투스와 팔라사이다. 이름이 붙여진 연안과 해저 대지에는 (시계 방향으로) 몽고 오호츠크 해 (현재는 몽골과 오호츠크 해의 충돌봉합대로 존재), 오이미야콘 해 (아시아 대륙괴와 콜리마-오몰론 초지층 사이), 슬라이드 마운틴 해 (브리티시 컬럼비아 주), 메스칼레라 해 (서부 멕시코) 등이 있다.

## 동쪽 경계
로렌시아의 서쪽 경계(현대 좌표)는 신 원생대시기 로디니아의 해체 중에 유래되었다. 북아메리카의 코르디예라는 고생대 후기에 이 경계를 따라 타지성의 지층이 점진적으로 추가됨에 따라 자연적으로 증식되는 조산대이다. 데본기 배호분지의 화산활동은 어떻게 판탈라사의 동부경계가 능동형 대륙주변부로 발달되어 중고생대로 이어졌는지 보여준다. 이러한 방식으로 로렌시아에 추가된 대부분의 대륙 파편, 화산호 및 해양분지는 테티스해 또는 아시아 친화성 동물군을 포함하였다. 그에 반해서 북부 로렌시아에 추가된 유사한 지형은 발티카, 시베리아, 북부 칼레도니아 조산대와 관련성을 가지고 있다. 이 후자의 지형은 카리브해-스코샤 방식의 섭입시스템에 의해 판탈라사의 동부 가장자리를 따라 증가했을 것이다.

## 서쪽 경계
판탈라사-테티스 해의 경계는 해양지각이 거의 보존되어 있지 않기 때문에 거의 알려지지않았다. 이자나기판과 짝을 이루는 태평양 바닥이 섭입되었고 이들을 분리한 해양능선은 약 6000만년에서 5500만년 전에 섭입되었다. 오늘날 이 지역은 순다판(Sunda Plate)을 포함한 동남아시아의 복잡한 판 경계망과 오스트레일리아판의 충돌로 형성되었다. 태평양-피닉스 해령을 따라 확산되는 것이 8300만년 전 통가-케르마데크 해구의 Osbourn 트러프에서 멈추었다.
페름기 동안 환초가 판탈라사 중부 해산의 적도 부근에서 발달했다. 판탈라사가 트라이아스기와 초기 쥐라기 동안 서쪽 경계를 따라 섭입됨에 따라 이 해산과 고대의 환초는 아시아 경계를 따라 석회암 덩어리와 조각으로 융합되었다. 이러한 이동하는 환초 중 하나는 현재 일본 남서부의 큐슈 중부에서 길이 2Km(1.2마일) 및 너비 100~150m(330~490 피트)의 석회질로 된 골격을 형성하였다.
현재 멸종된 단세포 유기체인  Fusuline foraminifera에는 거인증과 구조적 정교함이 발현되었는데, 그에는 석탄기와 페름기 시기의 광합성 조류와의 공생관계 또한 포함되었다. 거인증의 예로는 최대 16cm(6.3 인치) 크기까지 성장한 Eopolydiexodina 속을 들 수 있다. 그러나 약 2억 6천만년 전 발생한 페름기-트라이아스기 대량절멸로 인해 이 발현은 종식되었으며, 약 2억 5천 2백만년 전 마지막 푸줄리나가 멸종할 때까지 소형 분류군만이 살아남았다. 폐름기의 푸줄리나는 또한 푸줄리나를 6개의 영역으로 그룹화 할 수 있는 놀라운 생물지리적 지방주의가 발달하였다. 판탈라사의 큰 크기 때문에, 1억년 동안 여러 그룹의 푸줄리나는 서로 분열될 수 있었다. 최소 부착률이 연간 3cm(1.2인치)라고 가정했을 때, 이 그룹들이 진화한 곳인 해산산열은 최소 3000Km(1900 마일)만큼 분리된 것이고, 그러므로 이 그룹들은 완전히 다른 환경에서 진화한 것으로 보인다.
페름기 후기의 상당한 해수면 하강은 캐피탄절 대량절멸(The end-Capitanian extinction event)으로 이어졌다. 이 멸종의 원인이 무엇인지에 대해 논쟁이 벌어졌고 대량의 해수가 대륙빙이 되는 지구 한랭화가 가장 유력한 후보로 꼽힌다.
판탈라사의 역사중에서 호주 동부에 부착되어있으며 뉴 잉글랜드 조산대의 일환인 해산은 열점을 드러냈다. 데본기 말기에서 석탄기까지의 시기에 곤드와나와 판탈라사는 오스트레일리아의 동쪽 가장자리를 따라, 화산호와 전호분지, 그리고 부가대를 형성한 서부의 수렴되는 섭입시스템을 따라 모여들었다. 석탄기 후기에 가장자리를 따라 섭입이 중단되었고, 동쪽으로 이동했다.석탄기 후기에서 페름기 초기까지 뉴 잉글랜드 조산대는 주양 활주 단층(strike-slip transition)의 섭입과 관련된 확장성 환경에 의해 큰 영향을 받았다. 페름기에 섭입이 다시 시작되었고 뉴 잉글랜드 저반에서 화산호를 통해 화강암질암은 만들어졌다. (조산대의 대부분을 따라 활동적인 판의 경계의 존재를 나타냈다). 동부 곤드와나의 세번째 멸종부터 테스먼 해가 생성되는 시기에 페름기부터 백악기까지 남아있었고 질랜디아(뉴질랜드, 뉴 칼레도니아, Lord Howe Rise)의 일부분으로 보존되었던 수렴형 경계가 호주에서 발견되었다.
호주 북부에 위치한 백악기 시대의 판이 만나는 경계(Cretaceous Junction Plate)가 판탈라사로부터 동부 테티스 해를 분리시켰다.

## 고대의 해양학
판탈라사는 반구크기의 해양으로 현대의 태평양보다 훨씬 컸다. 거대한 크기로 인해서 반구의 단일 환류처럼 비교적 간단한 해류의 순환 패턴과 침체되고 성층화된 해양이 생성될 것으로 예상하였다. 그러나, 모델링 연구를 통해 따뜻한 물이 서쪽의 테티스 해로 확장되는 동안 차가운 물이 동쪽에서 일어난 용승에 의해 표면으로 옮겨졌을 때 동서간의 바다 표면온도의 변화도가 존재한다고 알아냈다. 아열대환류는 순환적인 패턴을 형성한다. 두 개의 반구형의 아열대환류는 물결 모양의 적도수렴대에 의해 분리되었다.
북쪽의 판탈라사에는 적도와 북위 60도 사이에 무역풍과 북위 60도에서의 편서풍이 있다. 북위 30도의 대기대순환(해들리 순환)은 15°N와 50°N 사이의 에크만 나선의 수렴과 5°N와 10°N 사이의 에크만 나선의 발산으로 만들어진 판탈라사 고기압과 관련되어있다. 북쪽의 스베드럽 수송에 의해 발달한 패턴은 발산 지역과 남쪽의 수렴 지역 안에서 이동하였다. 서쪽 경계 해류의 결과로 중위도에서 북쪽의 판탈라사 고기압성 아열대환류와 북위 20도를 중심으로 한 자오선 고기압 순환을 초래하였다.
적도 방향의 흐름이 높은 위도의 편서풍에 의해 생성하는 동안에 열대 북부 판탈라사 무역풍은 서쪽의 흐름을 생성하였다. 그 결과 무역풍은 곤드와나에서 북쪽 판탈라사 적도 해류의 로라시아 방향으로 이동시켰다.  서부 경계 해류에 판탈라사의 서쪽 경계가 도달했을 때 동부 로라시아를 형성하게 된다. 중위도에서 북쪽 판탈라사의 해류는 물을 동쪽에서 끌어온다. 약한 북서부에 있는 곤드와나 해류는 마침내 소용돌이와 가까워진다. 코리올리 힘(Coriolis force-effort)과 결부되어있고 서쪽 경계를 따라서 이루어진 물의 축적은 판탈라사의 적도반류를 형성한다.
남쪽의 판탈라사에서 아열대환류의 4개의 해류인 남부 판탈라사 환류는 반시계방향으로 회전한다. 적도 남부의 판탈라사 해류는 적도와 남위 10도 사이에서 서쪽방향으로 흘렀는데 이가 강렬한 남판탈라사 해류이다. 그 당시의 남극 해류가 남서쪽의 곤드와나 해류처럼 환류가 되었다. 극지방 근처에서 편동풍은 시계방향으로 도는 아한대환류를 만들었다.